# South Fork Township (comté de Delaware, Iowa)
Pour les articles homonymes, voir South Fork Township et South Fork.
South Fork Township est un township, du comté de Delaware en Iowa, aux États-Unis,.

## Source de la traduction
- (en) Cet article est partiellement ou en totalité issu de l’article de Wikipédia en anglais intitulé « South Fork Township, Delaware County, Iowa » (voir la liste des auteurs).